# Karczyna
Karczyna (niem. Grünhof) – część wsi Wrzeście w Polsce, położona w województwie pomorskim, w powiecie lęborskim, w gminie Wicko. Wchodzi w skład sołectwa Wrzeście.
W latach 1975–1998 Karczyna administracyjnie należała do województwa słupskiego.